# Juana Francisca Pons Vila
Juana Francisca Pons Vila (Maó, 22 d'abril de 1964) és una historiadora i política menorquina, senadora per Menorca en la X, XI i XII legislatures.

## Biografia
És llicenciada en Ciències Polítiques per la Universitat Autònoma de Barcelona i en història per la Universitat de les Illes Balears. Treballa com a tècnica d'Administració General del Consell Insular de Menorca.
Militant del Partido Popular, de 2003 a 2004 fou Directora Insular de l'Administració General de l'Estat. De 2007 a 2011 ha estat membre i portaveu del grup popular al Consell Insular de Menorca. Fou escollida senadora per Menorca a les eleccions generals espanyoles de 2011. Ha estat viceportaveu de la Comissió de Medi Ambient i Canvi Climàtic del Senat.
Quan el maig de 2014 la major part del senadors balears van trencar la disciplina de partit i votaren a favor d'una moció del PSOE que demanava la paralització de les prospeccions d'hidrocarburs en el Mediterrani, ella hi va votar en contra. Fou reescollida al senat a les eleccions generals espanyoles de 2015 i 2016.